# Aleksandr Aleksandrovič Kozlov
Aleksandr Aleksandrovič Kozlov (in russo Александр Александрович Козлов?; San Pietroburgo, 1837 – Dresda, 1924) è stato un generale russo.

## Biografia
Proveniente da una nobile famiglia, era il figlio del generale Aleksandr Pavlovič Kozlov (1802-1857).

## Carriera
Nel 1855, al termine degli studi, entrò nel Reggimento Izmajlovskij che, all'epoca, era comandato da suo padre. Dopo un paio di anni servì nella 1º battaglione di fanteria, e nel 1861 è stato trasferito alla cavalleria. Successivamente prestò servizio nel Corpo della Gendarmeria.
Nel suo mandato come capo della polizia di Mosca godette della piena fiducia e comprensione da parte dell'allora Governatore Generale, il principe Vladimir Andreevič Dolgorukov. Frequentava liberamente la moglie del mercante, presto vedova, Margarita Ottovna Mammoth, e si diceva che fosse il padre delle sue due figlie.
Nel 1905, dopo l'assassinio del sindaco di Mosca, divenne per un breve periodo Governatore Generale della città. Nello stesso anno fu nominato aiutante generale di Sua Maestà.

## Morte
Lasciò il servizio militare per motivi di salute e andò all'estero per gli stessi motivi. Si stabilì prima a Berlino e poi in Francia. Zinaida Grigor'evna Morozova nelle sue memorie, osservava che Kozlov era un uomo gentile, onesto e dignitoso. Morì nel 1924 a Dresda.